# فلاديسلاف كالينين
فلاديسلاف كالينين هو لاعب كرة قدم بيلاروسي، ولد في 14 يناير 2002 في Novolukoml ‏ في بيلاروس. لعب مع دينامو مينسك.